# Paratemnoides pallidus
Espèce
Synonymes
- Chelifer pallidus Balzan, 1892
- Chelifer guineensis Ellingsen, 1906
- Paratemnus congicus Beier, 1932
- Paratemnus ceylonicus Beier, 1932

Paratemnoides pallidus est une espèce de pseudoscorpions de la famille des Atemnidae.

## Distribution
Cette espèce se rencontre en Sierra Leone, en Guinée, en Guinée-Bissau, en Côte d'Ivoire, au Togo, au Cameroun, en Guinée équatoriale, à Sao Tomé-et-Principe, en Gabon, au Congo-Brazzaville, au Congo-Kinshasa, au Burundi, en Ouganda, au Kenya, au Sri Lanka, en Inde et en Malaisie.

## Description
L'holotype mesure 4,60 mm.

## Publication originale
- Balzan, 1892 : Voyage de M. E. Simon au Venezuela (Décembre 1887-Avril 1888). 16e mémoire. Arachnides. Chernetes (Pseudoscorpiones). Annales de la Société Entomologique de France, vol. 60, p. 497-552 (texte intégral).